# ال کاپو
الکاپو (به اسپانیایی: El Capo) یک مجموعه تلویزیونی ساخته شده توسط شرکت Fox Telecolombia و به نویسندگی گوستاو بولیوار است که از شبکه آرسی‌ان کلمبیا پخش شده. تا کنون سه فصل از این سریال ساخته شده‌است. این مجموعهٔ تلویزیونی که موفق شده مخاطبان زیادی را به خود جذب کند تا کنون در ۳۲ کشور جهان پخش شده‌است.
داستان فیلم دربارهٔ پسر بچه فقیری است که جبر زمان او را به بزرگترین قاچاقچی کلمبیا مبدل می‌کند.
عشق و نفرت، کشمکش‌های عشقی، جنگ با دولت کلمبیا و…
داستان دو فصل از سریال ال کاپو را تعیین می‌کند. اما در فصل سوم، سریال داستانی متفاوت در پیش می‌گیرد.
«پدرو پابلو لئون خارامیو» ملقب به «ال کاپو» که در زندان به سر می‌برد برای جبران گذشته و خساراتی که به مردم کشورش و دنیا وارد کرده و به خاطر خانواده اش وارد مأموریتی می‌شود تا بتواند خرید و فروش و در نتیجه مصرف مواد مخدر را از سراسر دنیا برچیند.
وی پروژهٔ به نام اوپاک راه‌اندازی می‌کند و…

## فصل ۲
فصل دوم ال کاپو در تاریخ ۱۷ سپتامبر ۲۰۱۲ در کانال آرسی‌ان کلمبیا آغاز به پخش کرد. این فصل دارای ۷۶ اپیزود بوده و در مدلین، بوگوتا و میامی فیلمبرداری شده است.